# Голубая лагуна (фильм, 2012)
«Голубая лагуна» (англ. Blue Lagoon: The Awakening) — американский телевизионный фильм 2012 года. Премьера состоялась на канале Lifetime Television 16 июня 2012 года. Фильм представляет собой современный ремейк одноимённого фильма по роману Генри де Вер Стэкпула; сюжет оригинального фильма перенесён в современные реалии и полностью изменён, сохранилась лишь фабула: «романтическая история двух подростков, случайно оказавшихся вдвоём на необитаемом острове». В России фильм вышел в прокат в 2012 году.

## Сюжет
Эмма и Дин — старшеклассники. Эмма — собранная, целеустремлённая, отлично учится в школе, занимается общественной работой, собирается со временем поступать в Принстонский университет, чтобы учиться там; она очень популярна в школе, имеет  множество подруг и друзей, живёт в полной семье, имея отца Фила, мать Барбару и младшую сестру Стейси. Дин держится особняком, не примыкая ни к одной из школьных компаний, живёт с отцом Джеком, отношения с которым очень натянутые; его мать погибла несколько лет назад в результате несчастного случая, подстроенного Дином.
Старшеклассники отправляются вместе с учителями в недельную экскурсионную поездку на Тринидад, чтобы помочь построить школу для менее удачливых детей. Там во время ночной вечеринки на прогулочном катере, организованной старшеклассниками, Эмма случайно выпадает за борт в море. Это замечает только Дин. Он бросается ей на помощь и помогает девушке забраться в спасательную шлюпку, на которой они остаются вдвоём в открытом море. Ребятам чудом удаётся выжить во время сильного ночного шторма. Через какое-то время шлюпку выносит к острову. Эмма и Дин пытаются найти здесь людей и дать о себе знать, осмотрев весь остров, но обнаруживают, что остров полностью необитаем. Связи здесь нет, выбраться с него самостоятельно невозможно, поскольку их шлюпку унесло в море во время осмотра острова.
Исчезновение Эммы и Дина с прогулочного катера обнаруживается лишь утром следующего дня. Полиция тщательно осматривает район исчезновения подростков, но надеется, что пропавшие школьники просто сбежали ночью с катера на шлюпке, и найдутся сами собой. Родители пропавших ребят прилетают на второй день исчезновения в Тринидад, активизируют полицейские поиски подростков и пытаются искать своих детей самостоятельно. А Эмма и Дин начинают обустраиваться на острове. Оба понимают, что выжить тут можно, лишь действуя вместе, поддерживая и оберегая друг друга, между ними сразу складываются дружеские отношения с редкими незначительными размолвками.
Проходит месяц с их исчезновения с прогулочного катера. Власти Тринидада прекращают поиски, объявив подростков погибшими в море. Мать Эммы и отец Дина какое-то время продолжают собственные поиски своих детей, но и им приходится со временем отступиться. Тем временем Эмма и Дин продолжают выживать на острове, всё лучше узнавая друг друга, и убив при этом пантеру, которая напала на Дина. Их отношения закономерно переходят из дружеских в любовные. Надежда на помощь извне становится всё меньше. Лишь однажды они видят над островом летящий в небе самолёт, но не успевают вовремя подать сигнал о помощи. Оба понимают, что такая отшельническая жизнь не может продолжаться вечно; если Дин готов остаться здесь навсегда, не задумываясь о будущих проблемах, то Эмма страдает здесь от мыслей о своих родных, учителях, подругах и друзьях, о нормальной современной жизни.
Эмма и Дин проводят на необитаемом острове более ста дней. Когда их близкие полностью теряют надежду их найти, ребят случайно обнаруживает экскурсионный вертолёт. Их возвращение домой становится большой сенсацией. Оказавшись дома, Эмма тут же окунается в водоворот дел, подруг и друзей, став ещё более популярной благодаря их с Дином опасному приключению. Дин, как и раньше, остаётся одиночкой. Последним шансом на их воссоединение становится выпускной бал, где Эмма вначале планирует появиться со звездой футбольной команды Стивеном, но в итоге идет туда со своей младшей сестрой; Дин и вовсе не собирается туда идти, но всё же идет, и приходит на бал в тот момент, когда  начинается сильный дождь. Эмма танцует с ним под дождём на улице.

## В ролях
| Актёр            | Роль                    |
| ---------------- | ----------------------- |
| Индиана Эванс    | Эммалин «Эмма» Робинсон |
| Брентон Туэйтес  | Дин Макмаллен           |
| Дениз Ричардс    | Барбара Робинсон        |
| Фрэнк Джон Хьюз  | Фил Робинсон            |
| Патрик Ст.Эсприт | Джек Макмаллен          |
| Джейкоб Артист   | Стивен Салливан         |
| Хейли Кийоко     | Хелен                   |
| Эйми Карреро     | Джуд                    |
| Кристофер Аткинc | мистер Кристиансен      |

## Отзывы
Фильм получил смешанные отзывы кинокритиков. На сайте Metacritic у фильма 51 балл из 100 на основе 5 рецензий.